# Mallochomacquartia nigrihirta
Mallochomacquartia nigrihirta är en tvåvingeart som först beskrevs av Malloch 1938.  Mallochomacquartia nigrihirta ingår i släktet Mallochomacquartia och familjen parasitflugor. Inga underarter finns listade i Catalogue of Life.